# Los Charros
Los Charros es un grupo de cumbia romántica argentino, formado en 1993 en Campo Largo, Provincia del Chaco. Su repertorio consiste en reversiones en ritmo de cumbia de canciones populares, generalmente de artistas mexicanos como Marco Antonio Solís, Bronco, Juan Gabriel, Selena, también de artistas como Manolo Galván y Rubén Blades entre otros.
Fue liderado por el vocalista Daniel Cardozo entre 1993 y 2006. Sus recitales y conciertos se daban principalmente en boliches de Buenos Aires y las provincias del norte de la Argentina, pero a partir del tercer disco su música se extendió hacia otros países como Chile, Uruguay, Paraguay, Bolivia, Perú y Ecuador.

## Historia
El grupo se crea a partir de que los integrantes del grupo Los Dinos Claudio Juárez y Fabián Alves decidieran separarse de este y crear un nuevo proyecto musical. Realizaron un casting dónde es seleccionado Daniel Cardozo como vocalista. Primeramente se llamaron Los Temerarios, pero debido a la existencia ya del reconocido grupo mexicano con el mismo nombre y por recomendación de José "El Cholo" Olaya, representante del grupo, cambiarían el nombre a Los Charros. Con Daniel Cardozo grabaron su primer disco en 1995 titulado “Te demostraré” con éxitos como "Como la Flor" (cover de Selena Quintanilla), "La falta que me haces" (tema de la autoría de Daniel Cardozo) y "Un minuto de silencio", entre otros. Luego llegaría el disco “Corazón de Papel”, con el exitoso "Amores como el nuestro", y luego su tercer disco “Son una Joya”. Luego de grabar "Inimitables" y participar en varios compilados con temas inéditos con Clan Music, Daniel Cardozo comenzó su carrera como solista en 1999 y entró en su reemplazo Roberto Aranda, ex Grupo Los Sheriff, con quien grabaron 2 discos; “Aquél Amor” y “Amor Secreto”.
En 2003, con la vuelta de Daniel Cardozo, comenzaron una serie de shows por todo el país, festejando los diez años de la creación de la banda, cerrando tal festejo en el Teatro Gran Rex. Luego de una serie de discos, una vez más Daniel Cardozo decidió dejar Los Charros para continuar su carrera como solista.
En 2009, dos años después de la partida de Cardozo y con Darío Chiarini como vocalista (ex vocalista de Los Tejas y de timbre similar al de Cardozo) editaron “Por siempre y para siempre”.
En 2020 ingresa Omar Rossi en la voz. En el año 2022 graban los sencillos "Ven Devorame Otra Vez, Maldita Traidora, Yo No Fui, Campeones Otra Vez".
En el año 2023 graban el disco Los Charros 30 años bajo el sello Magenta, producción a cargo de José Víctor Olaya para Cholo Producciones. 
Al día de la fecha Los Charros son: Mauro Agüero en la voz, David Fancucheu en tumbadoras, Facundo Medina en timbales, Eduardo Fares en teclado, Leonel Ferreyra en bajo y Nicolás Sequeira en guitarra. 
La producción de los actuales está a cargo de Jose Víctor Olaya para Cholo Producciones.

## Álbumes de estudio
Los 4 primeros álbumes con la voz de Cardozo que fueron lo más importantes de la banda. Fueron los 3 primeros grabados en la disquera Clan y el último en Universal. Universal reedita los 3 primeros álbumes grabados en Clan. Que más tarde serían reeditados nuevamente por Eva Music, Magenta y en la actualidad por Leader Music. Quien actualmente tiene la licencia de la extinta disquera.

### 1995 – Te demostraré
Incluye los primeros éxitos "Como la flor", "La falta que me haces" y "Un minuto de silencio".
1. Como la flor
2. Tres heridas
3. La falta que me haces
4. Yo solo vivo
5. Un minuto de silencio
6. Bésame (Mi doctora preferida)
7. Pero ahora sé
8. Nunca nunca
9. Creía en ti
10. Mujer ingrata
11. Te demostraré
12. La guitarra

Bonus Tracks (remasterización de 1997 por Universal)
13. Madre soltera
14. Toma Mi Corazón
15. Aléjate de mí

### 1996 – Corazón de papel
Lista de canciones
1. La dominguera
2. La puerta
3. Tu ingratitud
4. Una lágrima y un recuerdo
5. Un beso
6. Mañana, mañana
7. Amores como el nuestro
8. Dime donde y cuando
9. Deja de llorar
10. Corazón de papel
11. Te extraño
12. Aquella herida

Bonus Tracks (remasterización de 1999 por Universal)
13. Me caso por iglesia
14. Aquel inmenso amor
15. Amores como el nuestro (Remix)

### 1997 – Son una joya
Lista de canciones
1. Juan el cartero
2. Enamorado
3. Si ya no te vuelvo a ver
4. Como dejar de amarte
5. Pero no puedo
6. Juguete caro
7. Te voy a olvidar
8. Hasta que te conocí
9. La última canción
10. Me bebí tu recuerdo
11. Canción para Ezequiel
12. Niña

Bonus Track (Remasterización de 1999 por Universal)
13. Que nos entierren juntos

### 1999 – Imbatibles
Lista de canciones
1. La pollera colorá
2. Por qué, por qué
3. Encontraré
4. Qué te pasa
5. Indiferente
6. Alíviame
7. Pienso en ti
8. Por eso ahora
9. La distancia
10. Sin mí
11. Hijo mío
12. Cariño, yo creo en ti

### 2000 – Aquel Amor
Lista de canciones
1. La fiesta de Los Charros
2. Amores
3. Mía
4. Amor, amor
5. Dueña de mi vida
6. Amor ante Dios
7. La vida es un carnaval
8. Corre corre
9. Que locura enamorarme de ti
10. El ombliguito
11. No sé
12. Aquel amor

### 2001 – Amor Secreto
Lista de canciones
1. Como un papel
2. Ansiedad
3. Con una lágrima en la garganta
4. Siempre pierdo en el amor
5. La cadena se rompió
6. No llores más
7. Amor secreto
8. La viuda rica
9. Acepto mi derrota
10. Lástima
11. Se cree un varón
12. Volver a amar

### 2004 – Linda Morena
01- Cosas Buenas, Cosas Malas.
02- Lágrimas de Amor.
03- Sin poder Tenerte.
04- Volverte a Ver.
05- Decirte que más da.
06- Hijo Mio.
07- Romper el Silencio.
08- Un Poquito de Calor.
09- Ya me Enteré.
10- Enganchados.
11- En el Muelle.
12- Linda Morena.

### 2005 – Siguen Siendo Gigantes
1. Linda Morena
2. Enamorado
3. Por Dinero
4. Gigante Chiquito
5. Ya Me Entere
6. Completamente Tuyo
7. Cosas Buenas Cosas Malas
8. Falso Amor
9. Da Vueltas y Se Va
10. El Presidiario
11. Romper El Silencio
12. Enganchados: Que Triste/Hoy Estoy Buscando/Para Decir Adiós

## Recopilaciones

### 1999 – 20 Grandes Éxitos (Universal)
1. La pollera colorada
2. Tu Ingratitud
3. Porque porque
4. Amores como el nuestro
5. Encontraré
6. Como dejar de amarte
7. Que te pasa
8. Que nos entierren juntos
9. Indiferente
10. Te extraño
11. Alíviame
12. Me bebí tu recuerdo
13. Pienso en ti
14. Deja de llorar
15. Por eso ahora
16. Dale campeones
17. La distancia
18. Pero no puedo
19. Hijo mío
20. Cariño yo creo en ti

## Expansión
Con temas como Juan el Cartero, ha traspasado las fronteras del país, siendo un éxito en Paraguay, Perú, Bolivia, Chile, Ecuador y Uruguay. Además destacan los temas: Enamorado, Juguete Caro y La última canción.

## Versiones
En el año 2012 la banda de Punk-Rock argentina Los Olestar realizó un cover de la canción Amores como el nuestro en el cual se fusionan la letra original del tema con la melodía de Smells Like Teen Spirit de Nirvana.